# Хасан-хан Фарукі
Хасан-хан (урду حسن خان; д/н — після 1576) — 13-й султан Хандешу у 1576 році.

## Життєпис
Син Мірана Мухаммад-шаха II. Посів трон 1576 року. На той час був неповнолітнім. Втім панував близько 1 місяця, оскільки був повалений стрийком, що прийняв ім'я Міран Аділ-хан IV. Подальша доля Хасан-хана невідома.